# Плавання на Чемпіонаті світу з водних видів спорту 2023 — 1500 метрів вільним стилем (чоловіки)
Змагання з плавання на дистанції 1500 метрів вільним стилем серед чоловіків на Чемпіонаті світу з водних видів спорту 2023 відбулися 29 та 30 липня 2023.

## Рекорди
Перед початком змагань світовий рекорд і рекорд чемпіонатів світу були такими:
| Світовий рекорд          | Сунь Ян (CHN)               | 14:31.02 | Лондон, Велика Британія | 4 серпня 2012  |
| Рекорд чемпіонатів світу | Грегоріо Пальтріньєрі (ITA) | 14:32.80 | Будапешт (Угорщина)     | 25 червня 2022 |

Під час змагань встановлено такі рекорди чемпіонатів світу.
| Дата     | Дисципліна | Ім'я              | Країна | Час      | Рекорд |
| -------- | ---------- | ----------------- | ------ | -------- | ------ |
| 30 липня | Фінал      | Ахмед Аюб Хафнауї | Туніс  | 14:31.54 | CR     |

## Результати

### Попередні запливи
Попередні запливи відбулися 29 липня о 11:52 за місцевим часом.
| Місце | Заплив | Доріжка | Ім'я                   | Країна          | Час      | Примітки |
| ----- | ------ | ------- | ---------------------- | --------------- | -------- | -------- |
| 1     | 2      | 5       | Роберт Фінк            | США             | 14:43.06 | Q        |
| 2     | 2      | 4       | Даніел Віффен          | Ірландія        | 14:43.50 | Q        |
| 3     | 3      | 8       | Ахмед Аюб Хафнауї      | Туніс           | 14:49.53 | Q        |
| 4     | 3      | 3       | Лукас Мертенс          | Німеччина       | 14:51.20 | Q        |
| 5     | 3      | 5       | Михайло Романчук       | Україна         | 14:52.15 | Q        |
| 6     | 3      | 6       | Самюел Шорт            | Австралія       | 14:53.38 | Q        |
| 7     | 3      | 7       | Кріштоф Рашовскі       | Угорщина        | 14:54.09 | Q        |
| 8     | 3      | 1       | Давід Обрі             | Франція         | 14:54.29 | Q        |
| 9     | 3      | 0       | Марван Ель-Камаш       | Єгипет          | 14:55.19 |          |
| 10    | 2      | 2       | Дам'єн Жолі            | Франція         | 14:56.31 |          |
| 11    | 3      | 2       | Чарлі Кларк            | США             | 14:57.16 |          |
| 12    | 2      | 3       | Фей Лівей              | Китай           | 14:57.50 |          |
| 13    | 2      | 8       | Лука Де Тулліо         | Італія          | 14:57.68 |          |
| 14    | 2      | 6       | Денієл Джервіс         | Велика Британія | 14:57.88 |          |
| 15    | 2      | 1       | Девід Бетлехем         | Угорщина        | 14:59.76 |          |
| 16    | 1      | 4       | Кшиштоф Хмелевський    | Польща          | 15:01.89 |          |
| 17    | 2      | 0       | Генрік Крістіансен     | Норвегія        | 15:02.31 |          |
| 18    | 1      | 5       | Дімітріос Маркос       | Греція          | 15:07.61 |          |
| 19    | 2      | 7       | Карлос Гарач           | Іспанія         | 15:08.02 |          |
| 20    | 3      | 4       | Флоріан Веллброк       | Німеччина       | 15:10.33 |          |
| 21    | 2      | 9       | Ахмед Акарам           | Єгипет          | 15:11.06 |          |
| 22    | 1      | 3       | Альфонсо Местре        | Венесуела       | 15:14.10 | NR       |
| 23    | 1      | 7       | Ріхард Мюллер          | ПАР             | 15:33.82 |          |
| 24    | 1      | 1       | Ратхавіт Тхамманчачоте | Таїланд         | 15:39.46 |          |
| 25    | 1      | 2       | Аріан Нехра            | Індія           | 15:39.47 |          |
| 26    | 1      | 8       | Родольфо Фалькон-мл.   | Куба            | 15:49.72 |          |
| 27    | 1      | 6       | Нгуен Хуу Кім Сон      | В'єтнам         | 16:20.45 |          |
| 28    | 1      | 0       | Тімоті Леберл          | Маврикій        | 16:27.67 |          |
| 29    | 1      | 9       | Хендрік Повдар         | Суринам         | 17:58.15 |          |
| 30    | 3      | 9       | Кім У Мін              | Південна Корея  | DNS      | DNS      |

### Фінал
Фінал відбувся 30 липня о 20:16 за місцевим часом.
| Місце | Доріжка | Ім'я              | Країна    | Час      | Примітки |
| ----- | ------- | ----------------- | --------- | -------- | -------- |
| 1     | 3       | Ахмед Аюб Хафнауї | Туніс     | 14:31.54 | CR, AF   |
| 2     | 4       | Роберт Фінк       | США       | 14:31.59 | AM       |
| 3     | 7       | Самюел Шорт       | Австралія | 14:37.28 |          |
| 4     | 5       | Даніел Віффен     | Ірландія  | 14:43.01 |          |
| 5     | 6       | Лукас Мертенс     | Німеччина | 14:44.51 |          |
| 6     | 1       | Кріштоф Рашовскі  | Угорщина  | 14:51.46 |          |
| 7     | 2       | Михайло Романчук  | Україна   | 14:53.21 |          |
| 8     | 8       | Давід Обрі        | Франція   | 14:56.63 |          |